# تشاك بلير
تشاك بلير هو لاعب هوكي الجليد كندي، ولد في 23 يوليو 1928 في إدنبرة في المملكة المتحدة، وتوفي في 14 ديسمبر 2006.

## وصلات خارجية
- تشاك بلير على موقع دوري الهوكي الوطني (الإنجليزية)
- تشاك بلير على موقع قاعة مشاهير الهوكي (لاعب أن.إتش.أل) (الإنجليزية)
- تشاك بلير على موقع EliteProspects.com (الإنجليزية)
- تشاك بلير على موقع HockeyDB.com (الإنجليزية)
- تشاك بلير على موقع Hockey-Reference.com (الإنجليزية)